# John Byrne
John Lindley Byrne, född 6 juli 1950 i England, är en serieskapare uppväxt i Kanada men sedan flera år amerikansk medborgare. Sedan 1970-talet har han arbetat med de flesta stora amerikanska superhjälteserierna. Han är mest känd för sitt arbete med Marvel Comics X-Men och Fantastic Four och 1986 års nylansering av DC Comics Superman. Under 1990-talet producerade han ett antal egna verk, däribland Next Men och Danger Unlimited. Av hans egna skapelser är just Next Men den som rönt störst popularitet. Han anses av vissa vara en kontroversiell person med tanke på hans framförda åsikter om sina erfarenheter i seriebranschen.
Byrne har ibland använt pseudonymen Bjorn Heyn när han tuschat sina egna serier.

## Släkt
John Byrne var under några år styvfar år Kieron Dwyer, som även han är aktiv som serietecknare idag. Deras stilar liknar dock inte varandra.

## Utgivet
Här listas bara längre sejourer, inte strönummer eller enstaka omslag.
- Iron Fist 1–15, Marvel Comics, 1975–77
- Space: 1999 nr 1–6, Charlton Comics 1976
- X-Men/The Uncanny X-Men nr 108–143, Marvel, 1977–81
- Fantastic Four nr 209–293, Marvel, 1979–86
- Avengers nr 181–191, Marvel 1979–80
- Captain America nr 247–255, Marvel 1980–81
- Alpha Flight nr 1–28, Marvel 1983–85
- The Incredible Hulk nr 314–319, Marvel 1985–86
- Man of Steel nr 1–6, DC Comics 1986
- Legends nr 1–6, DC 1986–87
- Action Comics nr 584–600, DC 1987–88
- Superman (vol. 2) nr 1–22, DC 1987–88
- World of Smallville 1–4, DC 1988
- World of Metropolis 1–4, DC 1988
- Star Brand nr 11–19, Marvel 1988–89
- West Coast Avengers nr 43–57, Marvel 1989–90
- Sensational She-Hulk nr 1–8, 32–50, Marvel 1989, 1991–93
- Namor nr 1–25, Marvel, 1990–92
- OMAC nr 1–4, DC 1991
- Next Men nr 0–30, Dark Horse Comics 1992–94
- Danger Unlimited nr 1–4, Dark Horse 1994
- Hellboy: Seed of Destruction nr 1–4, Dark Horse 1994
- Wonder Woman (vol. 2) nr 101–136, DC 1995–98
- New Gods nr 12–15, DC Comics, DC 1996–97
- Jack Kirby's Fourth World nr 1–20, DC, 1997–98
- Spider-Man: Chapter One nr 1–12, Marvel 1998–99
- X-Men: The Hidden Years nr 1–21, Marvel 1999–2001
- Superman & Batman: Generations (3 miniserier, sammanlagt 13 nr), DC 1999–2003
- Amazing Spider-Man (vol. 2) nr 1–18, Marvel 1999–2000
- Lab Rats nr 1–8, DC 2002–03
- Doom Patrol nr 1–17, DC Comics, DC 2004–05
- Blood of the Demon nr 1–17, DC 2005–06
- The All-New Atom nr 1–3, DC 2006
- FX nr 1–6, IDW Publishing 2008
- Star Trek: Crew nr 1–5, IDW 2009
- Star Trek: Leonard McCoy, Frontier Doctor nr 1–4, IDW 2010
- Jurassic Park: The Devils in the Desert nr 1–4, IDW 2011